# هيدياكي أوينو
هيدياكي أوينو (باليابانية: 上野 秀章) (مواليد 31 مايو 1981)، هو لاعب كرة قدم ياباني سابق كان يلعب كحارس مرمى.

## وصلات خارجية
- هيدياكي أوينو على موقع رابطة كرة القدم اليابانية للمحترفين (اليابانية)
- هيدياكي أوينو على موقع قاعدة بيانات كرة القدم.إي يو (الإنجليزية)
- هيدياكي أوينو على موقع Soccerway.com (الإنجليزية)
- هيدياكي أوينو على موقع عالم كرة القدم.نت (الإنجليزية)